# تو به احساسات من صدمه زدی
تو به احساسات من صدمه زدی (به انگلیسی: You Hurt My Feelings) یک آمریکایی در ژانر کمدی به نویسندگی و کارگردانی نیکول هولوفسنر، و با بازی جولیا لوئی درایفوس، توبیاس منزیس، میکلا واتکینس و اوون تیگ است. نخستین نمایش جهانی این فیلم در طی جشنواره فیلم ساندنس ۲۰۲۳، در ژانویه ۲۰۲۳ بود.

## تولید
فیلمبرداری در ماه مه ۲۰۲۲ در شهر نیویورک آغاز شد.

## انتشار
کمپانی ای۲۴ حقوق توزیع ایالات متحده را در بازار فیلم آمریکا در سال ۲۰۲۱ دریافت کرد. این فیلم برای اولین بار در ژانویه ۲۰۲۳ در جشنواره فیلم ساندنس برنامه ریزی شده‌است.